# Opowieść etiopska o Theagenesie i Chariklei
Opowieść etiopska o Theagenesie i Chariklei (gr. Αἰθιοπικά) napisana przez Heliodora jest ostatnim zachowanym romansem starożytnym. 
Jest to najdłuższy i najbardziej skomplikowany romans grecki. Bohaterowie Heliodora są doskonalsi fizycznie i moralnie niż postaci stworzone przez poprzedników. Dzieje się to wbrew prawdopodobieństwu psychologicznemu, które do romansu już wcześniej wprowadził Longos i Achilles Tatios.  Heliodor wykorzystuje szereg konwencjonalnych cech gatunku, takich jak miłość od pierwszego wejrzenia, obecność piratów, rozbicie okrętu, pozorna śmierć itp., ale uczynił to po mistrzowsku. Struktura powieści jest wzorowana w dużym stopniu na Odysei. Autor wprowadza czytelnika w sam środek wydarzeń, czyli in medias res, a to, co dzieje się wcześniej, jest wprowadzone metodą retrospekcji.
W porządku chronologicznym wspólny los Theagenesa i Chariklei przedstawia się następująco: dziewczyna i młodzieniec zakochują się wzajemnie od pierwszego wejrzenia podczas Igrzysk Pytyjskich w Delfach.Stało się to za sprawą bogów, którzy od tego momentu kierują ich losem. Posłuszni ich woli i radom opiekuna uciekają z Delf, wsiadają na statek, przeżywają napad piratów, burzę morską, rozbicie statku, uprowadzenie przez bandę zbójców, poddani są pokusom zdrady, torturom, doznają cudownego lub graniczącego z cudem ocalenia. Szereg niezwykłych przygód i niebezpieczeństw przeżywają jeszcze wtedy, gdy już znaleźli się w Etiopii, celu ich podróży. Pełna napięcia akcja trwa do ostatniej sceny romansu, zakończonego wreszcie ślubem Theagenesa i Chariklei.

### Wydania
- Les Éthiopiques, Belles Lettres, coll. « C.U.F. / Série grecque », 3 tomes (ISBN 2-251-00130-1, ISBN 2-251-00131-X et ISBN 2-251-00132-8).
- [1592] Stanisław Warszewicki (1552) przełożył z greckiego na łacinę Etiopiki Heliodora (Aethiopicae historiae libri, Bazylea.

### Polskie tłumaczenia
- [1590] Andrzej Zacharzewski - Przekład: Heliodor, Historia murzyńska o nadobnym Teagenie i o pięknej Charykliej.
- Heliodor: Opowieść etiopska o Theagenie i Chariklei. Sylwester Dworacki (tł., wst.). Poznań: Wydawnictwo Naukowe Uniwersytetu im. Adama Mickiewicza, 2000. ISBN 83-232-1005-5.Sprawdź autora:1.